# Acabaria rubeola
Acabaria rubeola är en korallart som först beskrevs av Wright och Studer 1889.  Acabaria rubeola ingår i släktet Acabaria och familjen Melithaeidae. Inga underarter finns listade i Catalogue of Life.